# Église de la Sainte-Trinité de Gdańsk
L'Église de la Sainte-Trinité de Gdańsk est une église de style gothique tardif construit pour les franciscains installés en 1419 dans le quartier de Stare Przedmieście, la partie sud de la ville historique de Gdańsk. L'église fait partie de l'ancien complexe monastique des Frères mineurs conventuels. Après la Réforme protestante en 1522, le lycée académique de Gdańsk et une bibliothèque ont été fondés ici. Après 1872, elle est devenue le siège du Musée de la Ville, actuellement succursale du Musée National. Il s'agit d'un exemple important de l'architecture en brique du gothique tardif, avec ses pignons à gradins caractéristiques des façades de la nef et du presbytère et les petites tours contrastant avec le corps massif de l'église.

## Histoire

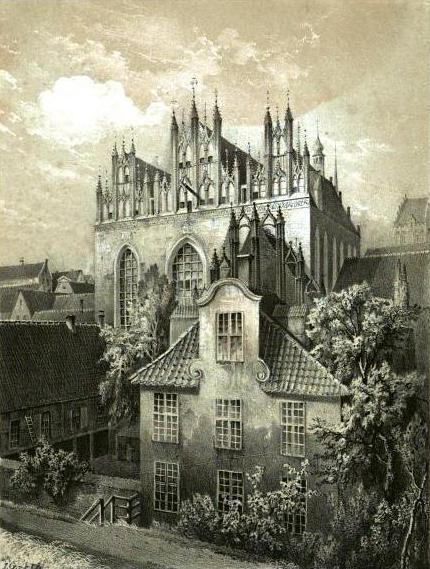
Une vue ancienne

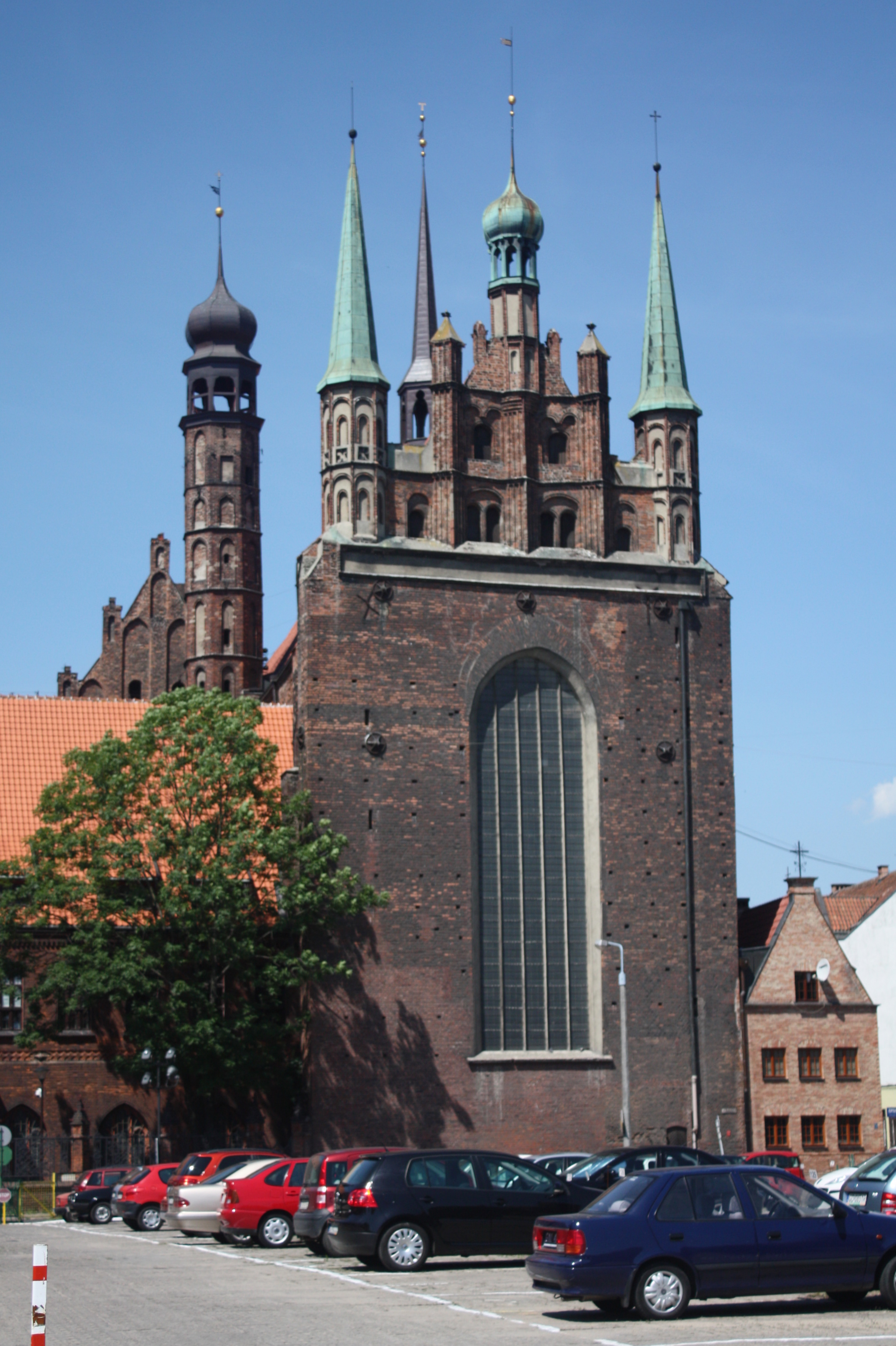
Vue de l'église depuis l'est

En vertu du privilège du pape Martin V, le 9 octobre 1419, les franciscains furent amenés à Gdańsk, pour lesquels un couvent fut établi dans le quartier de Lastadia. L'église a été construite en 1422-1433 et constitue le noyau du presbytère actuel. En 1484, le temple fut agrandi. Vers 1495, le presbytère est reconstruit, puis une nef-halle à trois nefs est construite. En 1503, le bas-côté nord s'effondre. Jusqu'en 1514, les travaux de construction étaient réalisés par des constructeurs franciscains du sud de l'Allemagne. À la suite de la Réforme et de la domination du luthéranisme à Gdańsk, en 1556, le monastère délabré fut cédé à la ville pour être utilisé comme école théologique. Au XIXe siècle, les bâtiments du monastère sont reconstruits et en 1872 ils sont transformés en musée municipal. Après 1945, les franciscains obtinrent l'église des autorités de la République populaire de Pologne, qui avait été gravement endommagée lors de la dernière guerre. Heureusement, la nef et tous les pignons couronnant les façades ouest et est avaient survécu. Le monastère a été reconstruit en 1956, où a été créé le Musée de Poméranie (actuellement l'une des nombreuses branches du Musée national de Gdańsk), qui présente une riche collection de peintures de Gdańsk et hollandaises (dont Le Jugement dernier de Hans Memling) ainsi que de précieuses collections d'art gothique, de sculptures et d'artisanat. Jusque dans les années 1950 la nef a été reconstruite, tandis que le chœur, initialement muré du reste de l'église, a été reconstruit dans les années 1990. En 2003, le presbytère a été inauguré avec la cloison originale du chœur, l'une des rares conservées en Pologne. Trois ans plus tard, la tour nord est reconstruite, et en 2009, la tourelle sur le toit du presbytère est reconstruite. Entre-temps, les toits, les voûtes et certaines parties de l'intérieur ont été réparés et entretenus.
De 2008 à  2018, la reconstruction du buffet d'orgue du XVIIIe siècle, réalisée par le facteur d'orgue Kristian Wegscheider de Dresde, a été réalisée. Pendant la Seconde Guerre mondiale, l'orgue fut démonté et transporté à Lichnowy, d'où il revint après 1945, mais ne fut pas réinstallé en raison des dommages causés à l'instrument et à l'église ; leurs éléments étaient stockés dans des caisses et des sacs dans le toit de l'église. La reconstruction complète et l'ouverture ont eu lieu le 3 juin 2018.

## Chapelle Sainte Anne

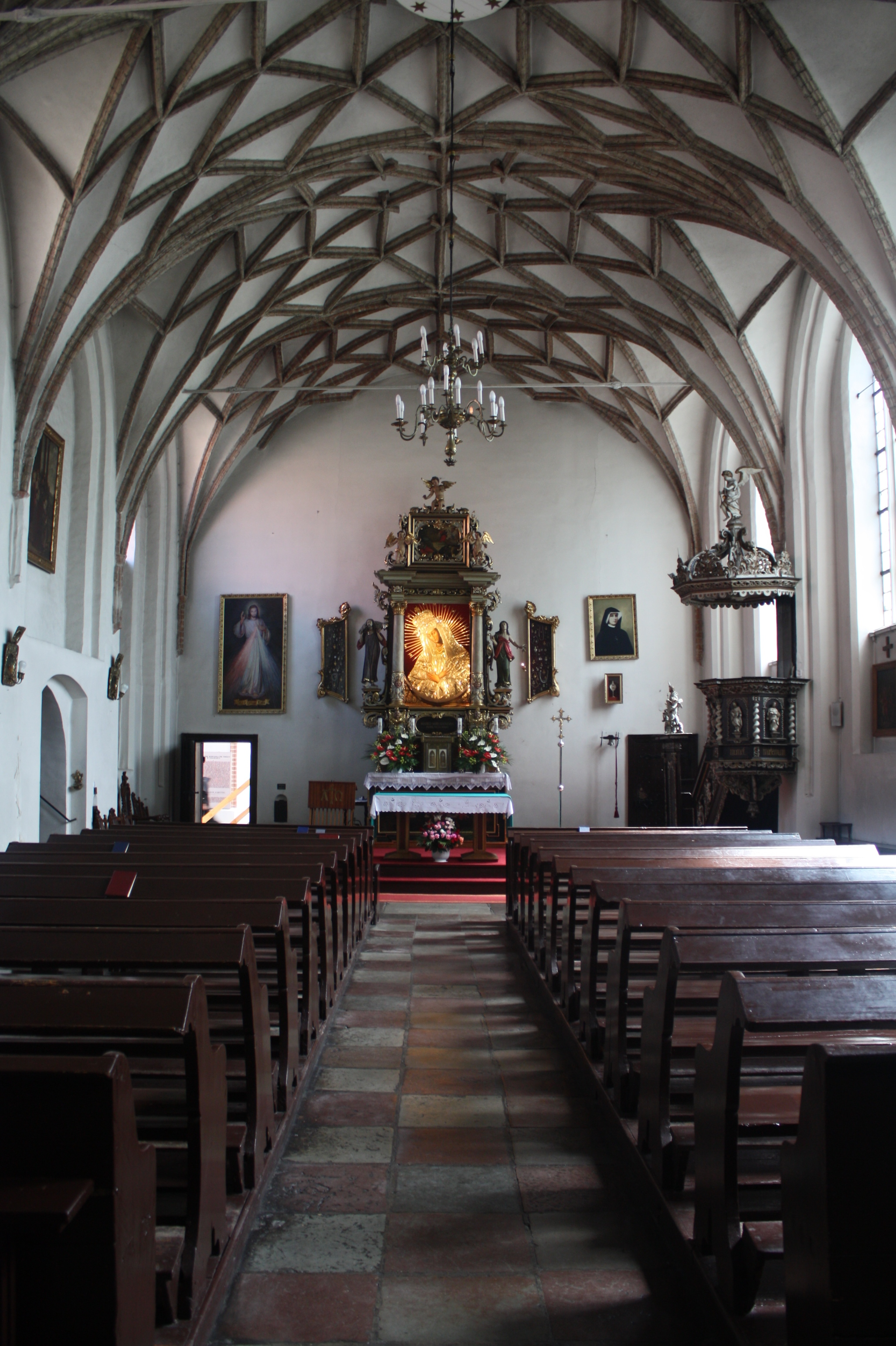
Intérieur de la chapelle Sainte Anne

Adjacente à l'angle sud-ouest de la nef se trouve la chapelle Sainte-Anne, construite après 1480 sur un plan rectangulaire irrégulier, avec une nef et cinq travées. Avec la façade ouest de l'église, la décoration de la chapelle forme un ensemble pittoresque. L'intérieur est couvert d'une voûte densément nervurée et est orné de décorations baroques des XVIIe et XVIIIe siècles.

## Galerie

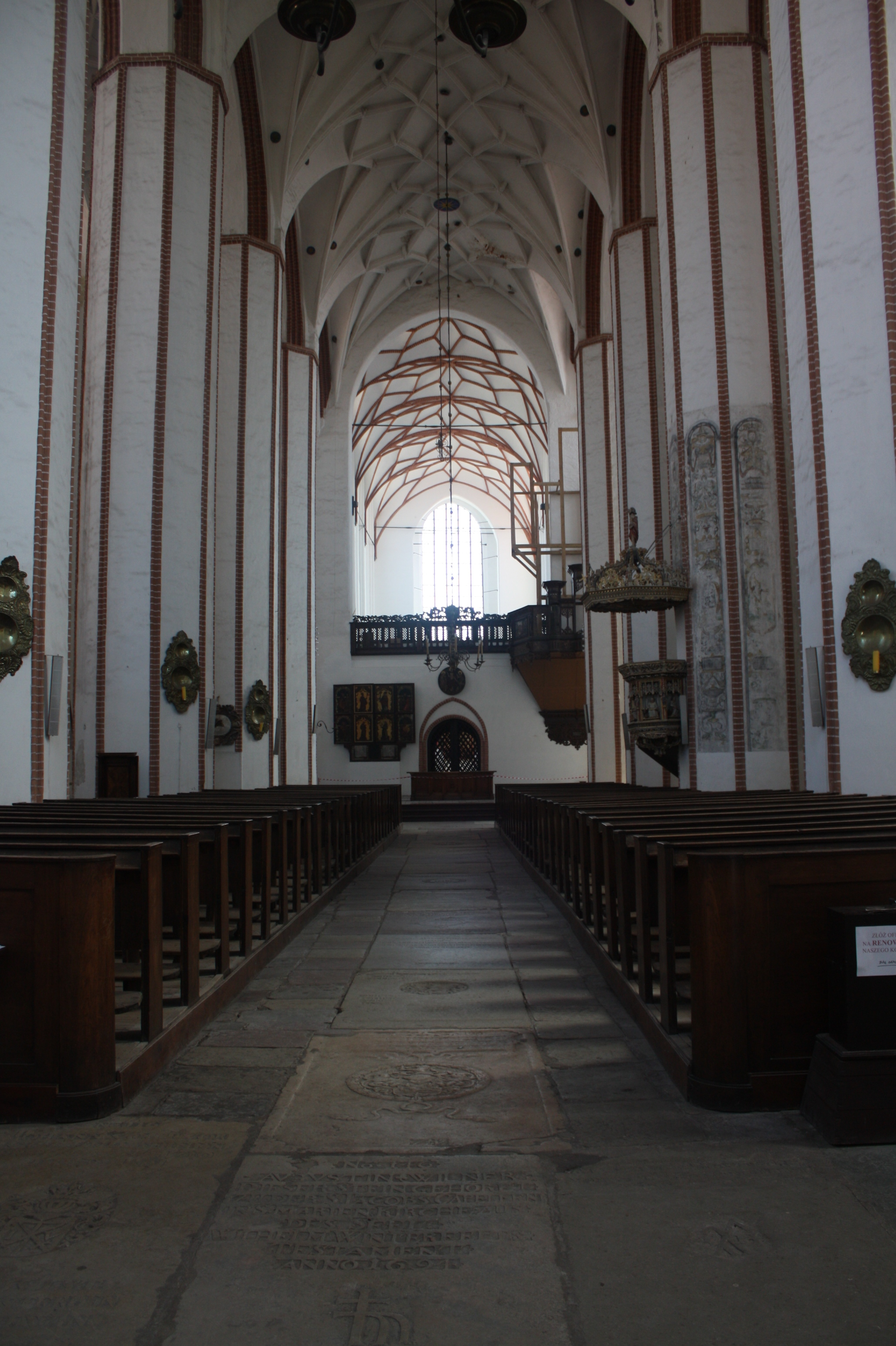
Vue de l'intérieur
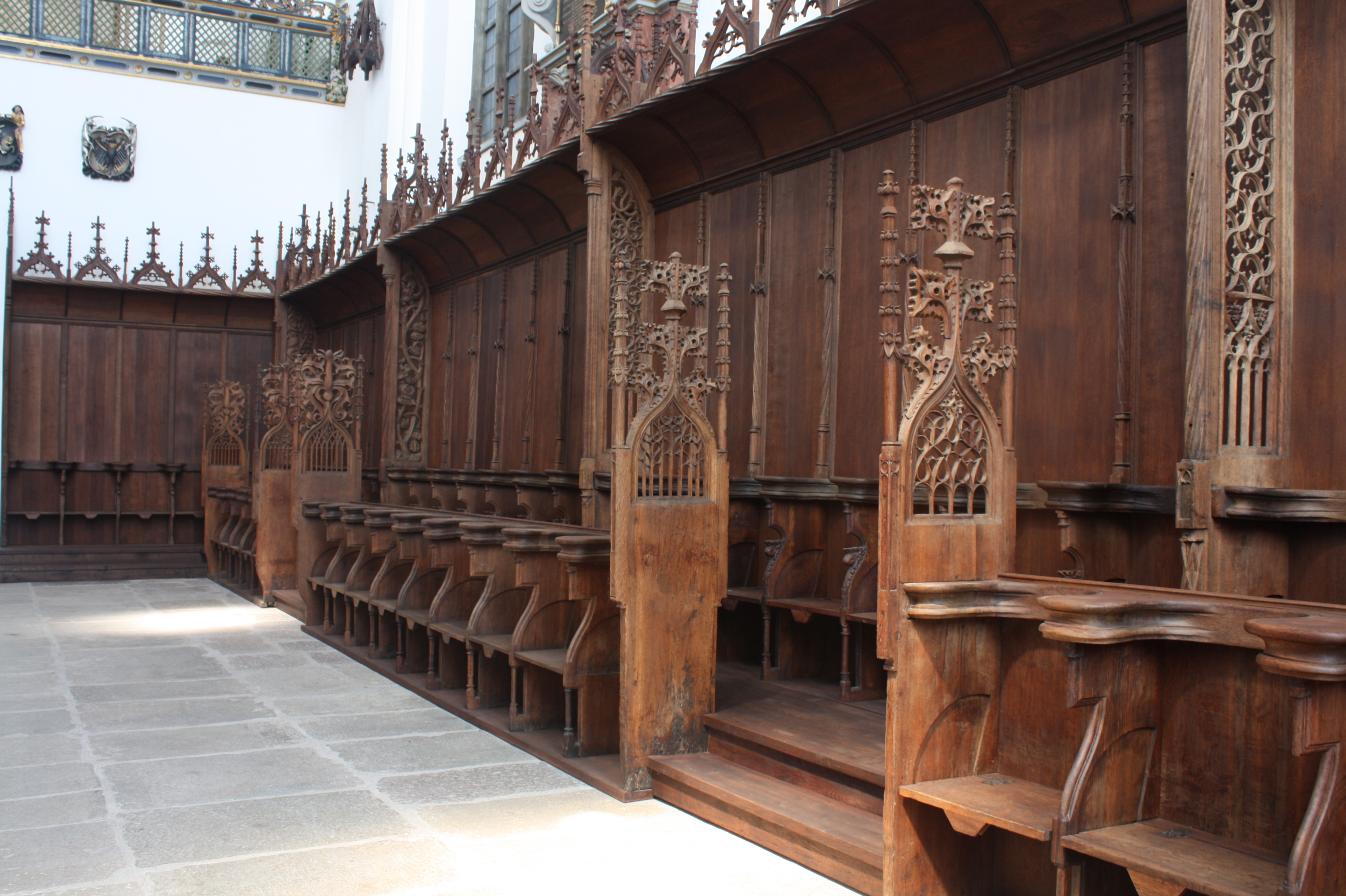
Stalles gothiques
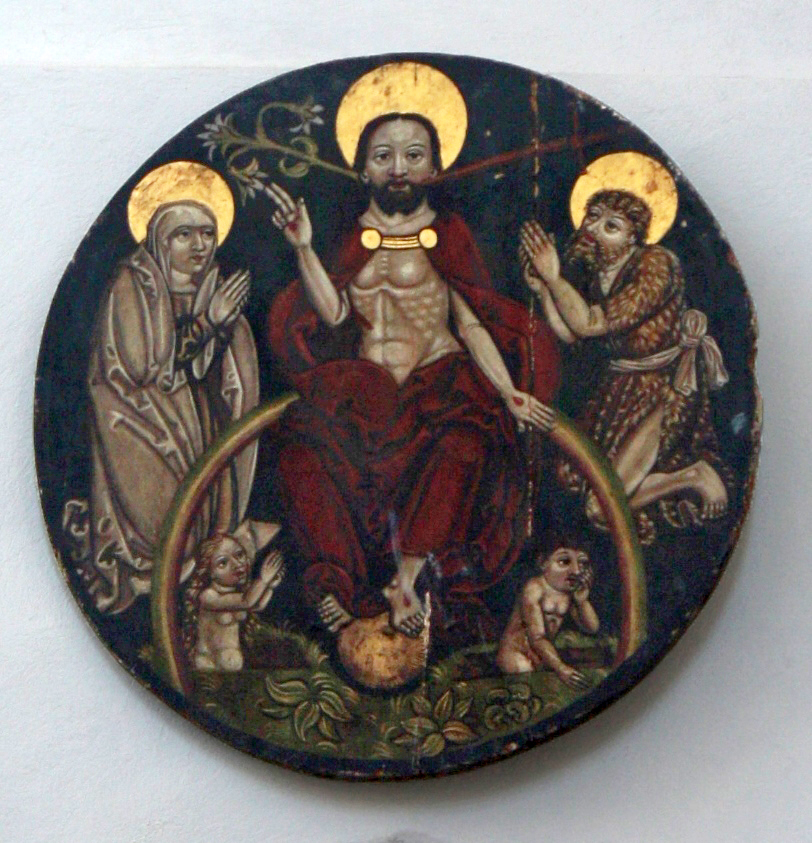
Tondo avec une représentation du Jugement dernier